# Mogens Gade
 For gaden i Viborg, se Sct. Mogens Gade
Mogens Christen Gade, R.    (født 8. marts 1961) er en dansk kommunalpolitiker, som siden 2001 har været borgmester i Jammerbugt Kommune, valgt for Venstre.
Gade er uddannet folkeskolelærer og har arbejdet på Øland/Langeslund Skole.
Han blev indvalgt i Brovst Kommunalbestyrelse i 1990 og var i flere perioder formand for Socialudvalget, inden han i 2002 blev borgmester. Efter sammenlægningen med nabokommunerne til Jammerbugt Kommune fortsatte han som den nye kommunes borgmester.
Gade er udnævnt til Ridder af Dannebrog i 2015